# Agostinho Barbalho Bezerra
Agostinho Barbalho Bezerra foi um sertanista brasileiro, que foi governador do Rio de Janeiro entre 1660 e 1661.
Em 17 de dezembro de 1663 foi nomeado por provisão régia «administrador das minas de Paranaguá e do descobrimento das esmeraldas», da Repartição do Sul - em substituição a Salvador Correia de Sá e Benevides. Com elogios a sua moderação e prudência, mais o foro de fidalgo da Casa Real, donatario da ilha de Santa Catarina e correio-mor do Brasil.
Era pernambucano, filho de Luís Barbalho Bezerra que muito se distinguiu na guerra holandesa, e Maria Furtado de Mendonça; teve em 1645 os hábitos da Ordem de Cristo e da Ordem de Santiago, pelos serviços militares.
Lourenço Castanho Taques trouxe a São Paulo notícias, apenas, porque não consta que tivesse apresentado produto algum. Afonso VI fomentou e estimulou expedições ao interior, incumbindo Agostinho Barbalho Bezerra da pesquisa das esmeraldas e por sua morte a missão passou por Carta-Régia de 27 de setembro de 1664 a Fernão Dias, outro conhecido preador de índios.
Em 19 de maio de 1664 uma «Carta patente da gente da guerra por quatro anos» foi expedida por Afonso VI a Agostinho Barbalho, «por poder vir a ser de grande serviço meu e aumento destes meus reinos e senhorios, descobrindo-se e beneficiando-se as minas de Paranaguá e da Serra das Esmeraldas, que se diz há no sertão da Capitania do Espírito Santo, o que por diversas vezes se intentou sem se poder conseguir, e desejando eu agora que este descobrimento tenha o fim que se pretende», etc.
No dia 25 de maio foi nomeado Governador e Administrador das Minas de São Paulo com 600$rs de ordenado.
A 24 de setembro do mesmo ano, uma Carta Régia de Afonso VI solicita a Lourenço Castanho Taques apoiar Agostinho Barbalho. A 27 de setembro o mesmo rei comete por cartas a Agostinho Barbalho a empresa dos descobrimentos das minas e das esmeraldas - que descobrisse por aí o distrito das esmeraldas cuja situação fora descrita por Marcos de Azeredo. Eram destinatários de numnerosas cartas Fernando Ortiz de Camargo o Moço; Fernão Dias Pais, Lourenço Castanho Taques, Guilherme Pompeu de Almeida, Fernão Pais de Barros.
A que teve por destinatário o Camargo é aqui reproduzida:

"Fernando de Camargo, Eu El-Rei vos envio muito saudar. Bem sei que não é necessário persuadir-vos a que concorrais de vossa parte com o que for necessário para o descobrimento das Minas a que envio Agostinho Barbalho Bezerra, considerando ser natural desse Estado e que como tal mostra particular desejo dos aumentos dele e esperando pela experiência que tenho do bem com que até agora me serviu, que assim o fará em tudo o que lhe encarregar, porque pela notícia que me tem chegado do vosso zelo e de como vos houvestes em muitas ocasiões do meu serviço me faz certo vos disporeis a me fazer este e ele vos dirá o que convir para este efeito. Encomendo-vos que façais toda assistência para que se consiga com o bom fim o que tanto desejo, o que eu quisera ver conseguido no tempo e posse destes meus reinos, entendendo que, hei de Ter muito particular lembrança de tudo que fizerdes nesta matéria, para vos fazer mercê e honra, que espero me saibais merecer."
O Rei recomendou a empresa não só à câmara de São Paulo e vila de Santos, como ao capitão Fernão Dias Pais, e outros Paulistas diligentes; mas Agostinho morreu e caberá idêntica incumbência ao célebre sertanista Fernão Dias Pais. Na mesma data o Rei lhe escrevera elogiando os serviços em suas entradas, através de sertões, em busca de ouro, e pedia, já que era conhecido seu zelo e capacidade,  auxiliar Barbalho.
Agostinho, sem nada conseguir, percorreu em 1665 as matas do Rio, Cabo Frio e Espírito Santo,  pesquisas em numerosas direções. Ao resolver penetrar nos sertões, sem recursos, baldados pedidos fez às autoridades superiores do Rio de Janeiro e da Bahia. Emviou por um emissário, Clemente Martins de Matos, cartas às câmaras de Santos e São Paulo, sem resultados. Em 9 de agosto de 1666 por termo assinado, o eminente Fernão Dias Pais se comprometeu a lhe enviar cem negros carregadores, cem arrobas de carne d porco, mil varas de algodão tecido e outros gêneros. A entrega foi feita à câmara de São Paulo, pois estava Barbalho em Vitória.
A 23 de fevereiro de 1666, da Bahia, o conde de Óbidos escreveu ao Governador do Rio, D. Pedro de Melo:

"Tudo isso de Agostinho Barbalho é uma vã ambição e vãs quantas promessas há feito nas minas, por cuja causa é certo não deve ser a tenção de Sua Majestade que se lhe paguem soldos. Ele entra de pés de lã a pedir o que consta do rol que Vossa Senhoria me enviou; pouco a pouco há de querer ir introduzindo nos soldos, que de nenhuma maneira convem se lhe paguem; Vossa Senhoria tem satisfeito a carta de Sua Majestade no que té aqui tem obrado; sou de parecer que se lhe não dê mais cousa alguma; que já com o que tem recebido se não pode desculpar nem Vossa Senhoria deixar de ser o instrumento de todo o bom sucesso que tiver, se acaso for mais feliz a sua confiança do que hão sido as diligências de Salvador Correia, impossível que só poderà vencer sem esperança a fortuna de Sua Majestade; pelo que  Vossa Senhoria suspenda o concurso de tudo o mais que lhe pedir."
A carta mostra o desânimo das autoridades do Norte, que não acompanhavam os desejos da metrópole no empenho das minas.
Em maio seguinte de 1666, Agostinho preparou sua nova entrada e, escudado em pequena tropa enviada do Rio de Janeiro. trazida pelo mestre Manuel Nogueira Botelho, internou-se ousadamente pelas matarias do rio Doce, onde veio a morrer de modo ignorado.  A 2 de julho, a Câmara do Rio dará notícia a Lisboa do desastre sucedido, mas os últimos sobreviventes da entrada só nos ultimos meses de 1667 alcançam novamente o litoral do Espírito Santo.
Em fevereiro de 1667, o licenciado Clemente Martins de Matos, vindo a São Paulo e a Paranaguá buscar auxilio, soube de sua morte.
Era casado com Brites de Lemos, que em fins de 1667 em Lisboa vai requerer o pagamento dos soldos que o Governo devia ao marido  e as despesas que fizera com a gente que o acompanhara ao mal-aventurado descobrimento da serra das Esmeraldas. Trouxe do Reino,  onde se achava na ocasião, cartas régias de recomendação a sertanistas de São Paulo e capitães-mores do Espírito Santo, Cabo Frio e São Vicente, pois estava encarregado de uma entrada que saisse de Vitória em demanda da  famosa serra de Sabaraboçu.
Em 16 de dezembro de 1667 uma ordem real solicita do Governador do Rio, Pedro de Melo, pormenores sobre Agostinho. O Conde de Óbidos ajuizara: «Tudo isto de Agostinho Barbalho Bezerra foi um embeleco e vãs quantas promessas fez de minas.»